# Sly 3
Pour les articles homonymes, voir Sly.
Sly 3 (nommé Sly 3 : Honor Among Thieves dans sa version originale nord-américaine et Kaitou Sly Cooper 3 au Japon) est un jeu vidéo de plate-forme développé par Sucker Punch Productions et édité par Sony Computer Entertainment en 2005 sur PlayStation 2. Il s'agit du troisième volet de la série Sly.
En 2010, le jeu a été remastérisé en haute définition et porté dans une compilation disponible sur PlayStation 3 puis en 2014 sur PlayStation Vita : The Sly Trilogy.

## Scénario
Après la défaite de Clockwerk, Sly découvre l'existence d'un caveau où ses ancêtres ont entreposé toutes leurs richesses. Ce caveau se situe sur une île. En arrivant sur place, Sly découvre qu'un certain Docteur M tente d'y accéder et a construit une véritable forteresse autour du caveau. Sly est conscient qu'il n'arrivera pas à entrer dans le caveau tout seul. Il décide donc avec Bentley de retrouver Murray pour le convaincre de revenir dans le gang. Le clan Cooper devra ensuite trouver d'autres alliés.

## Personnages

### Jouables
- Sly, le maître voleur, dispose de toute une panoplie de mouvements. Une nouveauté de cet épisode est l'acquisition de différents déguisements. Il peut ainsi se faire passer pour un garde vénitien, un photographe, ou un pirate.
- Bentley, désormais en fauteuil roulant à la suite du combat contre Clockwerk à Paris, est équipé de nombreux gadgets tels que des bombes, des fléchettes, un aimant à pièces ou encore une cam-grappin. De plus, étant mordu d'informatique, c'est lui qui s'occupe des missions de piratage.
- Murray est le costaud de la bande. Se croyant responsable de l'accident de Bentley, il s'est reclus en Australie pour y étudier l'Oniritemps. C'est là qu'il a appris une technique qui lui permet de se mettre en boule et de rebondir à volonté : « La Spiriboule Aborigène ».
- Le Gourou est un personnage n'ayant pas d'attaques directes, mais il peut se camoufler et prendre possession des ennemis en se plaçant sur leur dos.
- Pénélope, elle aussi mordue d'informatique et de gadgets, se joue par le biais d'une voiture et d'un hélicoptère radiocommandés.
- Le Panda King, ancien ennemi de Sly dans le premier épisode, est un maître artilleur hors pair : il peut brûler ses ennemis et lancer des feux d'artifice.
- Dimitri, ancien chef du gang de Klaww dans le second épisode, est un nageur professionnel et s'occupe des missions sous-marines.
- Carmelita Fox, bien qu'elle soit Inspectrice d'Interpol et n'est donc pas dans le clan Cooper, est jouable dans certaines missions. Ses atouts sont sa hauteur de sauts et son pistolet électrique.

### Antagonistes

#### Don Octavio
Grand ténor, Don Octavio était autrefois une célébrité dans les quartiers de Venise. Mais les goûts musicaux ont changé et tout le monde ne s'intéresse désormais qu'au rock, délaissant ainsi l'opéra. Il s'accrocha à quelques fans et entra dans leurs affaires criminelles.

#### Le Masque noir de la terre sombre
Déterré par les mineurs, ce masque permet à son porteur de décupler ses forces.

#### Le baron noir
Champion néerlandais de combat aérien, il possède un château à Kinderdijk, en Hollande. Le baron noir semble assez strict concernant les participants, notamment en raison de tricheries les années précédentes. La moindre bagarre entre concurrents ou une sortie nocturne en dehors de l'hôtel peut-être sujet à une disqualification.

#### Général Tsao
Le Général Tsao provient d'une lignée de dictateurs pratiquants des "arts obscurs" (magie noire comme par exemple l'invocation de vampires). Il enleva la fille du Panda King, Jin King, et l'emmena dans sa forteresse dans les montagnes du nord de la Chine (avec pour projet de l'épouser).

#### Pat l'Éthique
À l'époque rival de René Lousteau dans le pillage de bateaux, il lui aurait volé son butin et son équipement. Lorsque le clan Cooper le rencontre, il est désormais retraité dans la baie du bain de sang, dans la mer des caraïbes (dernière ville de pirates, perpétuant le rituel des ancêtres pirates).

#### Capitaine Lafouine
Redoutable pirate, il est réputé comme étant "le marin le plus malin du monde". Il vit dans le Formort et aurait volé la carte menant au trésor de René Lousteau.

#### Docteur M
Le Docteur M faisait autrefois partie d'un groupe de voleurs avec le père de Sly et un certain McSweeny. Jaloux de la supériorité du père de Sly dans le groupe, il décida de se venger des Cooper, ce pourquoi il a tant convoité le caveau. Il a bâti une forteresse hautement sécurisée autour de ce dernier et tente d'y pénétrer depuis des années, en vain.

## Caractéristiques
Le gameplay, les graphismes et l'ambiance sont semblables aux précédents épisodes de la série. Néanmoins, les ombres sont plus réalistes et prennent vraiment les formes des corps. Quelques nouveautés apparaissent, telles que des gadgets, de nouvelles capacités et de nouveaux personnages. Les lunettes 3D fournies avec le jeu peuvent être utilisées lors de certaines missions pour mieux cerner les contours des objets. Pour la première fois de la série, le jeu propose un mode Multijoueur. Au fil de la progression de l'histoire, de nouveaux modes multijoueurs sont débloqués. L'aventure solo se termine en une vingtaine d'heures (sans compter les bonus et les modes multijoueur).

## Accueil
• JeuxActu : 14/20
• Gamekult : 7/10

## Voix françaises
- Cédric Dumond : Sly Cooper
- Yann Pichon : Bentley
- Gilbert Levy : Murray
- Laura Blanc : L'inspecteur Carmelita Montoya Fox
- Marc Alfos : Docteur M ; le Baron Noir, Pat l'Éthique
- Jacques Bouanich : Dimitri Lousteau
- Gérard Dessalles : Panda King
- Pascal Germain : Don Octavio, Général Tsao
- Patrick Borg : Muggshot, Capitaine Lafouine